# Méridavliegenpikker
De méridavliegenpikker (Zimmerius improbus) is een zangvogel uit de familie Tyrannidae (tirannen).

## Verspreiding en leefgebied
Deze soort komt voor in Venezuela en Colombia en telt twee ondersoorten:
- Z. i. tamae: Sierra Nevada de Santa Marta (Colombia).
- Z. i. improbus: Serranía del Perijá (grens Colombia en Venezuela).

## Status
De grootte van de populatie is niet gekwantificeerd maar de soort wordt omschreven als schaars tot algemeen. Op de Rode lijst van de IUCN heeft deze soort de status niet bedreigd.